# آلپاجاتا
آلپاجاتا (به اسپانیایی: Allpajata) یک کوه در پرو است که در Peru, Puno Region, Carabaya Province واقع شده‌است. آلپاجاتا ۵٬۱۰۰ متر بالاتر از سطح دریا واقع شده‌است.